# 25118 Kevlin
25118 Kevlin (tên chỉ định: 1998 RM71) là một tiểu hành tinh vành đai chính. Nó được phát hiện bởi dự án Nghiên cứu tiểu hành tinh gần Trái Đất Lincoln ở Socorro, New Mexico, ngày 14 tháng 9 năm 1998. Nó được đặt theo tên Kevin Huang Lin, an American high school student whose microbiology project won second place ở the 2008 Giải thưởng Khoa học và Kỹ thuật Intel.